# Équipe d'Ukraine féminine de football
Cet article traite de l'équipe féminine. Pour l'équipe masculine, voir Équipe d'Ukraine de football.
Maillots
L'équipe d'Ukraine féminine de football est constituée par une sélection des meilleures footballeuses ukrainiennes sous l'égide de l'Association ukrainienne de football.

## Classement FIFA
| Année              | 2003 | 2004 | 2005 | 2006 | 2007 | 2008 | 2009 | 2010 | 2011 | 2012 | 2013 | 2014 | 2015 | 2016 | 2017 | 2018 | 2019 | 2020 | 2021 | 2022 | 2023 |
| ------------------ | ---- | ---- | ---- | ---- | ---- | ---- | ---- | ---- | ---- | ---- | ---- | ---- | ---- | ---- | ---- | ---- | ---- | ---- | ---- | ---- | ---- |
| Classement mondial | 18   | 19   | 18   | 17   | 17   | 16   | 19   | 21   | 23   | 22   | 24   | 24   | 23   | 26   | 27   | 24   | 27   | 24   | 35   | 33   | 33   |
| Classement Uefa    | 11   | 12   | 11   | 10   | 10   | 9    | 12   | 13   | 14   | 13   | 15   | 15   | 14   | 16   | 16   |      | 16   | 16   | 22   | 22   | 22   |

## Palmarès

### Parcours enCoupe du monde
- 1995 : Non qualifiée
- 1999 : Non qualifiée
- 2003 : Non qualifiée
- 2007 : Non qualifiée
- 2011 : Non qualifiée (barrages)
- 2015 : Non qualifiée (barrages)
- 2019 : Non qualifiée
- 2023 : Non qualifiée
- 2027 : À venir

### Parcours enChampionnat d'Europe
- 1995 : Non qualifiée
- 1997 : Non qualifiée
- 2001 : Non qualifiée
- 2005 : Non qualifiée
- 2009 : 1er tour
- 2013 : Non qualifiée (barrages)
- 2017 : Non qualifiée
- 2022 : Non qualifiée
- 2025 : Non qualifiée (barrages)